# Synarmostes tibialis
Synarmostes tibialis är en skalbaggsart som beskrevs av Johann Christoph Friedrich Klug 1832. Synarmostes tibialis ingår i släktet Synarmostes och familjen Hybosoridae. Inga underarter finns listade i Catalogue of Life.